# Liga ACT femenina 2010
La Liga ACT femenina 2010 (conocida como Liga Euskotren 2010 por motivos de patrocinio) es la segunda edición de la competición femenina de traineras organizada por la Asociación de Clubes de Traineras (ACT). Se compone de un único grupo de 4 equipos. La temporada comenzó el 10 de julio en Pedreña (Cantabria) y terminó el 15 de agosto en Zarauz (Guipúzcoa).

## Calendario
Las siguientes regatas tuvieron lugar en 2010.
| Orden | Regata                            | Fecha     | Localidad   | Provincia  |
| ----- | --------------------------------- | --------- | ----------- | ---------- |
| 1     | II Bandera Marina de Cudeyo       | 10 julio  | Pedreña     | Cantabria  |
| 2     | I Bandera Ambilamp                | 11 julio  | Portugalete | Vizcaya    |
| 3     | I Bandera Concejo de Moaña        | 17 julio  | Moaña       | Pontevedra |
| 4     | Bandera Afamo                     | 18 julio  | Moaña       | Pontevedra |
| 5     | II Bandera de Guecho              | 31 julio  | Guecho      | Vizcaya    |
| 6     | Bandera El Diario Vasco           | 1 agosto  | Zumaya      | Guipúzcoa  |
| 7     | II Bandera de Zarauz (1ª jornada) | 14 agosto | Zarauz      | Guipúzcoa  |
| 8     | II Bandera de Zarauz (2ª jornada) | 15 agosto | Zarauz      | Guipúzcoa  |

## Traineras participantes
| Equipo    | Nombre de la Trainera      | Patrona                                | Localidad | Provincia |
| --------- | -------------------------- | -------------------------------------- | --------- | --------- |
| Cantabria | San José XII               | Alba Rocillo, Sara Vazquez             | -         | Cantabria |
| Galicia   | Galicia                    | Laura Hermo                            | -         | Galicia   |
| Guipúzcoa | Getaria-Tolosa, Koruko Ama | Olatz Aldalur, M.Urbieta, Nagore Osoro | -         | Guipúzcoa |
| Vizcaya   | Bizkaia                    | Amaia Kareaga, Aiala Uribelarrea       | -         | Vizcaya   |

## Clasificación
A continuación se recoge la clasificación en cada una de las regatas disputadas.
Los puntos se reparten entre las cuatro participantes en cada regata. 
| Posición | 1.º | 2.º | 3.º | 4.º |
| Puntos   | 4   | 3   | 2   | 1   |

| Pos. | Club      | Trainera                   | 1 CUD | 2 AMB | 3 MOA | 4 AFA | 5 GUE | 6 DIA | 7 ZA1 | 8 ZA2 | Puntos |
| ---- | --------- | -------------------------- | ----- | ----- | ----- | ----- | ----- | ----- | ----- | ----- | ------ |
| 1    | Guipúzcoa | Getaria-Tolosa, Koruko Ama | 1     | 1     | 2     | 2     | 1     | 2     | 2     | 1     | 28     |
| 2    | Galicia   | Galicia                    | 2     | 2     | 1     | 1     | 2     | 1     | 1     | 2     | 28     |
| 3    | Vizcaya   | Bizkaia                    | 3     | 3     | 3     | 3     | 3     | 3     | 3     | 3     | 16     |
| 4    | Cantabria | San José XII               | 4     | 4     | 4     | 4     | 4     | 4     | Ret   | 4     | 7      |

| Color   | Resultado        |
| ------- | ---------------- |
| Oro     | Ganador          |
| Plata   | Segundo          |
| Bronce  | Tercero          |
| Verde   | Puntuó           |
| Violeta | Ret - No terminó |

| Evolución de la clasificación general                            |                                                                  |
| ---------------------------------------------------------------- | ---------------------------------------------------------------- |
| Gráfico no disponible temporalmente debido a problemas técnicos. |                                                                  |
|                                                                  | Gráfico no disponible temporalmente debido a problemas técnicos. |